# Арансасу, Хуан де Диос
Хуан де Диос Арансасу (исп. Juan de Dios Aranzazu, 8 марта 1798 — 14 апреля 1845) — южноамериканский политик, исполнявший в 1841—1842 годах обязанности президента республики Новая Гранада.

## Биография
Родился в 1798 году в Ла-Сехе; его родителями были торговец Хосе Мария де Арансасу и Мария Антония Гонсалес. В юности изучал право в Колледже Св.Варфоломея в Боготе. Участие в семейном бизнесе привело к тому, что ему довелось поездить по стране и посетить некоторые соседние страны.
С 1823 года посвятил себя политике, неоднократно избирался в Конгресс. В 1828 году принял участие в Конвенции в Оканье, пытавшейся реформировать Конституцию 1821 года. Затем стал членом комитета, который безуспешно пытался отговорить Хосе Антонио Паэса не отделять Венесуэлу от Колумбии. В 1829 году поддержал восстание Хосе Марии Кордовы против диктатуры Симона Боливара.
В 1832 году стал губернатором провинции Аньтокия, пробыв на этом посту до 1836 года. В этой должности создал несколько новых департаментов провинции.
В 1841 году президентом страны стал Педро Алькантара Эрран, а Арансасу возглавил Государственный совет. В это время в стране шла Война Высших, и Эрран был занят на фронте, а обязанности президента исполнял вице-президент Доминго Кайседо. Когда и он не смог исполнять обязанности президента, страну временно возглавил Арансасу, и оставался на этом посту вплоть до окончания войны.